# 골든 컵스

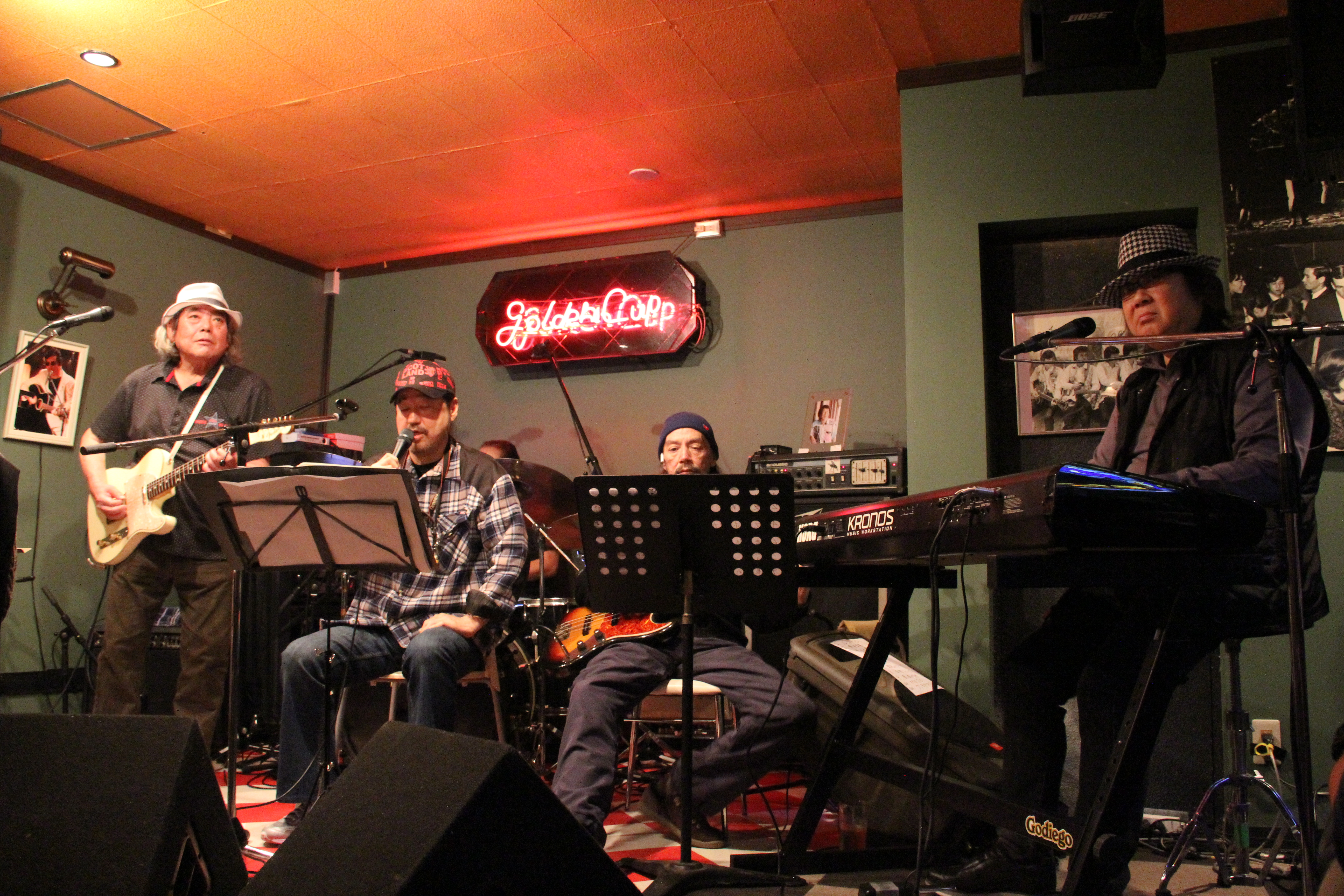

골든 컵스(ザ・ゴールデン・カップス, The Golden Cups)는 66년 가나가와현 요코하마시에서 결성된 그룹사운드 밴드이다.

## 개요
65년경 요코하마에는 아마추어 밴드들이 있어서 댄스 파티나 행사를 다니고 있었다. 데이브 히라오는 밴드 스핑크스「スフィンクス」에서 보컬을 맡았다. 요코하마를 대표하는 또 하나의 밴드인 파나틱스「ファナティックス」에서는 에디 반이 기타를 맡고있었다. 도쿄에서도 음악관계자가 공연을 보러오거나 예능프로에 출연 요청이 들어오는 일도 있을 정도로 조금은 알려져있었다.
66년 7월 히라오는 미국에 건너갔다. 낮에는 음반점을 다니고 밤에는 공연을 보는 생활을 했다. 비슷한 시기에 에디 반도 부모의 허락을 받았다. 여행에 다녀온 뒤엔 음악을 그만두고 요리사가 된다는 조건이었다. 사실 에디 반은 견문도 넓히고 악기도 산다는 목적으로 간건데 우연히 들린 샌프란시스코의 뎀 (밴드) 공연장에서 히라오와 만났다.
66년 말 히라오는 귀국후 친구와 골든컵「ゴールデン・カップ」이라는 이름의 바에 들렀는데 주인장이 전속 밴드를 구하는 중이라는 얘길 했다. 그래서 스핑크스가 무대에 서게 되었는데 미국 분위기를 맛본 히라오에겐 밴드가 성에 차지 않았다. 그래서 미국에서 만났던 에디 반을 꼬셨고 반은 또 다른 친구를 꼬셔서 밴드를 결성했다. 이 밴드의 이름은 히라오 토키무네와 그룹 앤 아이「平尾時宗とグループ・アンド・アイ」였고 벼락족(폭주족)을 취재하던 TBS 텔레비전의 스태프에게 잡혀 영 720『ヤング720』이라는 프로를 통해 방송에 처음 나가게 된다.
67년 6월 15일에 TV출연한 것을 계기로 그들을 눈여겨보던 마유즈미 쥰(黛ジュン)에 의해 토시바 EMI을 통해 데뷔했다. 이름이 어렵다 하여 골든 컵스로 개명을 권유받아 바꾸었다. 이들의 데뷔 싱글 『いとしのジザベル』은 18만장을 팔며 히트했다. 당시 토시바는 그들을 혼혈 그룹이라며 홍보했다.
68년 1집 골든 컵스『ザ・ゴールデン・カップス・アルバム』를 내고 곧이어 싱글 『長い髪の少女』을 냈는데 35만장을 팔면서 인기그룹이 되었다.
69년 에디 번과 이토가 에디 번 그룹을 결성하기 위해 탈퇴했다. 뒤이어 야마자키와 카베, 하야시도 자신들의 밴드 룸을 만들기 위해 탈퇴한다. 마모루는 솔로 가수가 되기 위해 탈퇴하여 사실상 그룹이 해체상태에 놓였다.
70년 에디 번 그룹과 재결합해 골든 컵스가 부활했지만 70년 여름 이토는 가업을 잇기위해 밴드를 떠났다. (카우아이섬의 서핑숍). 이후 멤버들이 들락날락하면서 밴드는 계속 불안정했으며 72년 1월 1일에 오키나와의 디스코텍에서 가졌던 공연 마지막곡인 긴머리 소녀를 연주하던 중 발생한 화재로 대부분의 기자재를 잃었다. 그리고 밴드는 해산했다.
이후 히라오는 솔로활동을 하다가 73년 데이브 히라오와 골든 컵스「デイブ平尾とゴールデン･カップス」라는 이름으로 활동을 시작했다. 75년 히라오가 배우일을 본격적으로 하면서 활동을 중지했다. 이후 81년, 89년에 일회성 공연을 하다가 02년 본격 재결성을 했다. 영화 원모어타임『ワンモアタイム』을 찍기로 결정하고 04년에 개봉했다. 이후로도 이벤트성 공연을 몇차례 가졌으나 97년엔 이토가, 06년엔 타카노가, 08년엔 히라오가 사망해 09년의 추모공연이 마지막이었다.

## 멤버
- 보컬 : 데이브 히라오
- 기타 : 에디 반 / 하야시
- 베이스 : 루이즈루이스 카베 / 야나기
- 기타/베이스 : 케네스 이토
- 드럼 : 마모루 마누 / 아이 타카노
- 키보드 : 미키 요시노 / 존 야마자키

## 음반 목록
1. 1집 ザ・ゴールデン・カップス・アルバム（1968年3月10日）
2. 2집 ザ・ゴールデン・カップス・アルバム第2集（1968年9月10日）
3. 3집 ブルース・メッセージ/ザ・ゴールデン・カップス・アルバム第3集（1969年3月10日）
  1. 수퍼 라이브 세션 スーパー・ライヴ・セッション（1969年8月1日）
4. 골든 컵스 스베테 ザ・ゴールデン・カップスのすべて（1969年8月1日）
  1. 골든 컵스 리사이틀 ザ・ゴールデン・カップス・リサイタル（1969年10月10日）
5. The Fifth Generation ザ・フィフス・ジェネレーション ザ・ゴールデン・カップス・アルバム8（1971年1月10日）
  1. 라이브 ライヴ!! ザ・ゴールデン・カップス（1971年10月5日）
6. BLUES OF LIFE（2004年11月10日）
  1. 원 모어 타임 ワンモアタイム（2004年11月17日）